# Nadia Moussoui
Nadia Moussoui (ur. 18 lutego 1982) – francuska zapaśniczka walcząca w stylu wolnym. Zajęła czternaste miejsce na mistrzostwach świata w 2002. Dziewiąta w Pucharze Świata w 2001.
Mistrzyni Francji w 2005 i 2012, a druga w 2002, 2003, 2007, 2009 i 2010 i trzecia w 2001, 2011 i 2013 roku.